# قائمة حالات المادة
حالة المادة هي أحد الأشكال المتميزة التي يمكن أن تتواجد بها المادة .
حالات المادة في معداها العادي ثلاث يمكننا ملاحظتها في الحياة اليومية: صلب، سائل، غاز و من المعروف وجود العديد من الحالات الأخرى، مثل الزجاج أو البلورة السائلة، والبعض الآخر لا يوجد إلا في الظروف القاسية، مثل مكثفات Bose-Einstein، والمواد المتحللة بالنيوترونات، وبلازما الكوارك-جلون، التي تحدث فقط، على التوالي، في حالات البرد الشديد، والكثافة الشديدة، والطاقة العالية للغاية. يُعتقد أن بعض الحالات الأخرى ممكنة ولكنها تظل نظرية حتى الآن للحصول على قائمة كاملة بجميع حالات المادة الغريبة. تاريخيا، يتم التمييز على أساس الاختلافات النوعية في الخصائص. المسألة في الحالة الصلبة يحافظ على حجم ثابت وشكل، مع الجزيئات المكونة (ذرات، جزيئات أو شاردات) قريبة من بعضها البعض وثابتة في مكانها. تحافظ المادة في الحالة السائلة على حجم ثابت، ولكن لها شكل متغير يتكيف ليناسب الوعاء. جزيئاتها لا تزال قريبة من بعضها البعض ولكنها تتحرك بحرية. المادة في الحالة الغازية لها كل من الحجم والشكل المتغير، وتكييفهما لتناسب الحاوية. جزيئاتها ليست قريبة من بعضها البعض أو ثابتة في مكانها. المواد في حالة البلازما لها حجم وشكل متغير، ولكن بالإضافة إلى ذرات محايدة، فهي تحتوي على عدد كبير من الأيونات والإلكترونات، وكلاهما يمكن أن يتحرك بحرية. يستخدم مصطلح المرحلة في بعض الأحيان كمرادف لحالة المادة، ولكن يمكن أن يحتوي النظام على عدة مراحل غير قابلة للحل من نفس الحالة.

## الحالات التقليدية
- الصلبة : مادة صلبة لها شكل محدد وحجم بدون حاوية. تكون فيها الجزيئات متقاربة وملتحمة جدًا مع بعضها البعض.[1]
  - صلبة غير متبلورة: مادة صلبة لا يوجد فيها ترتيب بعيد المدى لمواقع الذرات.[2]
  - صلب متبلور: مادة صلبة تعبأ فيها الذرات أو الجزيئات أو الأيونات بترتيب منتظم.[2]
  - بلورة لدائنية: مادة صلبة جزيئية ذات ترتيب موضعي بعيد المدى ولكن مع جزيئات مكونة تحافظ على حرية الدوران.
  - شبه بلوري: مادة صلبة يكون لمواقع الذرات فيها ترتيب بعيد المدى، ولكن ليس بنمط متكرر.
- السائل: وهو مائع له حجم ثابت عند ثبوت درجة الحرارة والضغط، والذي يأخذ شكل الإناء الذي يحتويه. كما أن السائل يقوم بالضغط على سطح الإناء بنفس الكيفية التي يضغط بها السائل على أي شيء بداخله، وهذا الضغط ينتقل بدون نقص في كل الاتجاهات.[3]
  - سائل متبلور: الخواص الوسيطة بين السوائل والبلورات. بشكل عام، يمكن أن يتدفق مثل السائل ولكن يظهر طلبًا بعيد المدى.
  - فرط الانتظام المختلط ): حالة تشبه السائلة والبلور في الخواص. مثل البلورة، تظهر جزيئاتها على مسافات كبيرة كثافة موحدة وغير قادرة على الضغط. مثل السائل، تعرض جزيئاته على مسافات أصغر نفس الخصائص الفيزيائية في جميع الاتجاهات.
- الغاز: الغازات موائع أي أن لها قابلية للسريان ولا تقاوم تغيير شكلها، بالرغم من أن لها لزوجة. وعلى غير ما يحدث في السوائل، فإن الغازات حرة لا تشغل حجماً ثابتاً ولكنها تملأ أي فراغ يتاح لها.[4]
- هيولى: حالة متميزة من حالات المادة يمكن وصفها بأنها غاز متأين تكون فيه الإلكترونات حرة وغير مرتبطة بالذرة أو بالجزيء. فإذا كانت المادة توجد في الطبيعة في ثلاث حالات: صلبة وسائلة وغازية، فإنه بالإمكان تصنيف البلازما على أنها الحالة الرابعة التي يمكن أن توجد عليها المادة.[5]

## الحالات الحديثة
- أكسيتون
- مادة متردية: المادة تحت ضغط عال جدا، بدعم من مبدأ الاستبعاد لباولي.
  - مادة طباق إلكتروني: توجد داخل النجوم القزمة البيضاء. تبقى الإلكترونات مرتبطة بالذرات ولكنها قادرة على الانتقال إلى الذرات المجاورة.
  - مادة متحللة: مادة صلبة لها شكل محدد وحجم بدون حاوية. تعقد الجسيمات قريبة جدا من بعضها البعض المتحللة بالنيوترونات: توجد في النجوم النيوترونية. يضغط ضغط الجاذبية الشاسع الذرات بقوة بحيث تضطر الإلكترونات للاندماج مع البروتونات عبر الانحلال التجريبي العكسي، مما يؤدي إلى تكتل شديد الكثافة من النيوترونات. (عادةً ما تتحلل النيوترونات الحرة خارج النواة الذرية بفترة نصف عمر تقل قليلاً عن 15 دقيقة، ولكن في النجم النيوتروني، كما في نواة الذرة، فإن التأثيرات الأخرى تعمل على استقرار النيوترونات.): مادة صلبة لها شكل محدد وحجم بدون حاوية. تعقد الجسيمات قريبة جدا من بعضها البعض
  - Strange matter: نوع من مادة الكوارك التي قد توجد داخل بعض النجوم النيوترونية القريبة من حدود تولمان-أوبنهايمر-فولكوف (حوالي 2-3 كتل شمسية ).قد يكون مستقراً في حالات الطاقة المنخفضة بمجرد تشكيلها.
- جزيئات فوتونية: داخل الفصيلة الكمومية غير الخطية، يمكن للفوتونات أن تتصرف كما لو كانت لديها كتلة، ويمكن أن تتفاعل مع بعضها البعض، وتشكل «جزيئات» ضوئية.
- الكم: الحالة التي تؤدي إلى جهد كمي للقاعة تقاس في الاتجاه العمودي على التدفق الحالي.
  - Quantum spin Hall state: مرحلة نظرية قد تمهد الطريق لتطوير الأجهزة الإلكترونية التي تبدد طاقة أقل وتولد حرارة أقل. هذا هو الاشتقاق من حالة قاعة الكم من المسألة.
- تكاثف بوز-أينشتاين: وهي مرحلة يعيش فيها عدد كبير من البوزونات في نفس الحالة الكمية، ممايجعل في الواقع موجة / جسيم واحد. هذه مرحلة منخفضة الطاقة لا يمكن تشكيلها إلا في ظروف المختبر وفي درجات حرارة شديدة البرودة. يجب أن تكون قريبة من الصفر كلفن، أو الصفر المطلق. Satyendra بوس وألبرت أينشتاين توقع وجود مثل هذه الحالة في 1920s، ولكن لم يلاحظ ذلك أحتى عام 1995 من قبل اريك كورنيل وكارل ويمان.
- تكاثف فرميوني: مماثلة لمكثفات Bose-Einstein ولكنها تتألف من fermions، والمعروفة أيضًا بمكثفات Fermi-Dirac. و مبدأ استبعاد باولي يمنع الفرميونات من دخول نفس حالة الكم، ولكن زوج من الفرميونات يمكن أن تتصرف بوصفها بوسون، ويمكن أن العديد من هذه أزواج ثم أدخل نفس الحالة الكمومية دون قيود.
- الموصلية الفائقة: هي ظاهرة ذات مقاومة كهربائية صفرية وطرد دقيق للمجالات المغناطيسية التي تحدث في بعض المواد عند تبريدها تحت درجة حرارة حرجة مميزة. الموصلية الفائقة هي الحالة الأساسية للعديد من المعادن الأولية.
- ميوعة فائقة: مرحلة تحققها بعضالسوائل المبردة في درجة حرارة قصوى حيث تصبح قادرة على التدفق دون احتكاك. يمكن أن تتدفق السوائل الفائقة على جانب الحاوية المفتوحة وأسفل الخارج. سيؤدي وضع مادة سائلة في وعاء الغزل إلى حدوث دوامات كمية.
- الصلب الفائق: قادر على التحرك دون احتكاك لكنه يحتفظ بشكل صلب.
- Quantum spin liquid: حالة مضطربة في نظام يدور الكم المتفاعل الذي يحافظ على اضطرابها في درجات حرارة منخفضة للغاية، على عكس الحالات الأخرى المضطربة.
- Heavy fermion material: المواد فرميون الثقيلة أو أنظمة فيرمي مرتبطة ارتباطا قويا تشكل حالة جديدة من المادة التي تحدد عن طريق الانتقال من مرحلة الكم، ويسلك عالمي التحجيم سلوك في الديناميكا الحرارية، النقل والاسترخاء خصائص. يمكن أن ينتمي السائل الدوراني الكمي، البلورات شبه السائلة، سوائل فيرمي ثنائية الأبعاد، والمعادن الثقيلة السكرية، والموصلات الفائقة السميكة الثقيلة إلى الحالة الجديدة للمادة.: مادة صلبة لها شكل محدد وحجم بدون حاوية. تعقد الجسيمات قريبة جدا من بعضها البعض : مادة صلبة لها شكل محدد وحجم بدون حاوية. تعقد الجسيمات قريبة جدا من بعضها البعض
- String-net liquid: للذرات في هذه الحالة ترتيب غير مستقر على ما يبدو، مثل سائل، لكنها لا تزال متسقة في النمط العام، مثل المادة الصلبة.
- مائع فوق الحرج: يختفي التمييز بين السائل والغاز عند درجات حرارة مرتفعة بما فيه الكفاية.
- دروبليتون: جسيم شبه اصطناعي، يتكون من مجموعة من الإلكترونات وأماكن بدونها داخل أشباه الموصلات. Dropleton هو أول جسيم شبه معروف يتصرف مثل السائل.
- Jahn-Teller metal: مادة صلبة تعرض العديد من خصائص عازل، ولكنها تعمل كقائد موصل بسبب بنية بلورية مشوهة. (لم يتم استنساخ التجربة وتأكيدها من قبل علماء آخرين.)
- بلورة الزمكان: حالة المسألة التي يمكن أن يكون فيها جسم ما حركة حتى في أدنى حالة الطاقة.
- Rydberg polaron: حالة من المواد لا يمكن أن توجد إلا في درجات حرارة فائقة البرودة وتتكون من ذرات داخل الذرات.

## حالات عالية الطاقة
- بلازما كوارك-غلوونية: مرحلة تصبح فيها الكواركات حرة وقادرة على الحركة بشكل مستقل (بدلاً من أن تكون مرتبطة دائمًا بجزيئات، أو مرتبطة ببعضها البعض في قفل كمي حيث تضيف القوة ممارسة الطاقة وتتصلب في النهاية كوارك آخر) في بحر من الغلونات (الجسيمات دون الذرية التي تنقل القوة القوية التي تربط الكواركات معًا). يمكن تحقيقه لفترة وجيزة في مسرعات الجسيمات.
  - مدة تصل إلى 10-12 ثانية بعد الانفجار الكبير، يعتقد معظم العلماء أن القوى القوية والضعيفة والكهرومغناطيسية كانت موحدة. حالة المسألة في هذا الوقت غير معروف.
  - مدة تصل إلى 10 −36 ثانية بعد ذلك، كانت كثافة الطاقة في الكون عالية بحيث القوات أربعة من الطبيعة - قوية، ضعيفة، الكهرومغناطيسية، والجاذبية، ويعتقد أن تم توحيد نفاذ واحدة -. حالة المسألة في هذا الوقت غير معروف. مع توسع الكون، انخفضت درجة الحرارة والكثافة وانفصلت قوة الجاذبية، وهي عملية تسمى كسر التناظر.